# Мъртъл Бийч
Мъртъл Бийч (на английски: Myrtle Beach) е крайбрежен град в САЩ, разположен на Източното крайбрежие в окръг Хори, щата Южна Каролина.
Разположен е в центъра на голям и продължителен плажен участък, по-известен като Гранд Стренд в североизточната част на щата Южна Каролина. Поради топлия си субтропичен климат и обширни плажове градът е сред основните туристически центрове в САЩ, като всяка година привлича над 14 милиона посетители. Според проучвания от 2013 г. населението на града с туристи достига 460 000 души.

## Климат
Според Кьопенската климатична класификация Мъртъл Бийч има влажен, субтропичен климат, типичен за заливите и южноатлантическите щати. Градът целогодишно се радва на изобилие от слънце, а пълните с растителност пясъчни дюни го пазят активно от ерозия.
Летният сезон в Мъртъл Бийч е дълъг, горещ и влажен. Средните дневни температури варират между 28 – 33 °C, а нощните са около 21 °C. Крайбрежната локация на града до голяма степен облекчава лятната жега в сравнение с по-вътрешните части на Южна Каролина и близки градове като Флорънс. Тропическите бури са нещо нормално през горещия сезон в Мъртъл Бийч и като цяло периода между юни и септември е най-дъждовен. През лятото гръмотевични бурите обикновено се появяват в най-топлия период, около обяд, и са последвани от обилни и интензивни превалявания.
Зимите в Мъртъл Бийч са сравнително къси, с дневни температури между 14 – 16 °C и нощни около 2 – 3 °C простиращи се между декември и февруари. Снеговалежите са изключително редки и се появяват веднъж на 15 – 20 години. Пролетният и есенният сезон обикновено са меки и слънчеви, с температури между 16 – 22 °C. Активният плажен сезон е дълъг и започва от края на април до средата на октомври.

### Туризъм
Мъртъл Бийч е домакин на над 14 милиона туристи годишно, като около 100 000 от тях са чужденци, предимно идващи от Канада, Германия и Обединеното Кралство. В града се провеждат редица специални събития и музикални концерти. Главните атракции включват плажове, увеселителни паркове, аквариум, търговски улици, търговски комплекси, клубове и над 1900 ресторанта, прочути с качествената си морска храна. В Мъртъл Бийч има около 460 хотела, много от които на първа плажна линия и общо около 1900 места за настаняване на гости. В града се намира и един от най-големите аквапаркове на Източното крайбрежие на САЩ – Мъртъл Уейвс.
Мъртъл Бийч съблазнява и с множество професионални шоу програма с фойерверки на брега на морето и е разпознат като една от топ двадесетте дестинации за празнуването на Деня на независимостта (4 юли). Най-много посетители идват в периода между юни и август, когато времето е възможно най-подходящо за плаж и водни забавления. Градът и околността са обслужвани от международно летище Мъртъл Бийч, което редовно приема голям брой полети от дестинации като Атланта, Бостън, Детройт, Форт Лодърдейл, Ню Йорк и Вашингтон.

### Мотосборове
Мъртъл Бийч Байк Уийк е едноседмична сбирка на мотористи от цялата страна, провела се за първи път през 1940 г. Сбирката привлича близо 200 000 посетители всяка година през май. Също така в града се провежда и ежегодната сбирка, наречена Блек Байк Уийк. Тя привлича над 380 000 посетители. Състои се в уикенда на Мемориал Дей и е най-голямото събиране на афроамерикански мотористи в САЩ. Тя е инициирана за пръв път през 1980 г., като отговор на дискриминация към афроамериканските посетители и мотористи в Мъртъл Бийч и областта Гранд Странд.